# Доля, Дмитрий Анатольевич
Дмитрий Анатольевич Доля (род. 19 февраля 1980, Гродно) — белорусский футболист, полузащитник, футбольный судья.

## Биография
Воспитанник СДЮШОР № 6 города Гродно, первый тренер — Олег Иванович Севостьяник. Начал взрослую карьеру в 16-летнем возрасте в дубле «Немана», игравшем во второй лиге Беларуси. В 1999 году переведён в основную команду гродненского клуба. Дебютный матч в высшей лиге сыграл 31 августа 1999 года против «Гомеля», заменив на 75-й минуте Олега Киреню. Всего за семь сезонов в первой команде провёл 98 матчей в высшей лиге и забил 10 голов, но твёрдым игроком основы был только в сезонах 2002—2004 годов. Серебряный призёр чемпионата Беларуси 2002 года, участник «золотого матча» против БАТЭ, в котором вышел на замену во втором тайме. Стал автором единственного гола «Немана» в двухматчевом противостоянии с румынским «Стяуа» в Кубке УЕФА в 2003 году.
В 2006 году перешёл в «Белкард», с которым в том же сезоне победил в турнире второй лиги и следующие четыре сезона провёл в первой лиге. В 2010 году завершил профессиональную карьеру.
С начала 2010-х годов работал судьёй на матчах низших лиг. В 2015 году получил национальную категорию и стал судить матчи высшей лиги. Отсудил 140 матчей в высшей лиге и кубке Беларуси по футболу.